# Étouvans
Étouvans ist eine französische Gemeinde mit 824 Einwohnern (Stand: 1. Januar 2022) im Département Doubs in der Region Bourgogne-Franche-Comté.

## Geographie
Étouvans liegt auf 360 m, etwa acht Kilometer südwestlich der Stadt Montbéliard (Luftlinie). Das Dorf erstreckt sich in einer Mulde südlich des Doubstals, am Nordrand der äußersten Höhenzüge des Juras.
Die Fläche des 6,56 km² großen Gemeindegebiets umfasst einen Abschnitt des Doubstals. Die nördliche Grenze verläuft entlang dem Doubs, der hier in einer ungefähr 1,5 Kilometer breiten flachen Talniederung nach Südwesten fließt und von der Wasserstraße des Rhein-Rhône-Kanals begleitet wird. Vom Flusslauf erstreckt sich das Gemeindeareal südwärts über die Talaue und einen Steilhang auf das angrenzende Plateau, das auf ungefähr 350 m liegt. Dieses Plateau bildet das Hauptsiedlungsgebiet, insbesondere die Senke zwischen dem Hügel von Étouvans (405 m) und der Hochfläche. Nach Süden leitet eine Geländestufe von rund 50 bis 80 m Höhe zur Tafeljurahochfläche über. Hier wird mit 476 m die höchste Erhebung von Étouvans erreicht. Das Hochplateau ist teils von Acker- und Wiesland bedeckt, zeigt aber auch einige größere Waldflächen (Bois de Charmes und Bois des Murgers). Die westliche Abgrenzung verläuft im Erosionstal der Combe d’Étouvans.
Zu Étouvans gehört die Siedlung La Raydans (310 m) am Südrand der Talebene des Doubs. Nachbargemeinden von Étouvans sind Bavans im Norden, Dampierre-sur-le-Doubs im Osten, Écot und Villars-sous-Écot im Süden sowie Colombier-Fontaine im Westen.

## Geschichte
Die Ortsnamensendung „-ans“ weist darauf hin, dass Étouvans seit der Zeit der Burgunder (6. Jahrhundert) besiedelt ist. Erstmals urkundlich erwähnt wird die Ortschaft im Jahr 1181 unter dem Namen Estovans. Im Mittelalter gehörten zwei Drittel des Dorfes zur Herrschaft Dampierre-sur-le-Doubs unter der Oberhoheit der Herren von Neuchâtel, während der Rest unter der Oberhoheit der Grafen von Württemberg-Mömpelgard (Montbéliard) stand. Mit dem Frieden von Nimwegen kam der zur Herrschaft Dampierre-sur-le-Doubs gehörende Teil 1678 an Frankreich. Dies führte zur Teilung der Gemeinde, da der Rest bei der Grafschaft Montbéliard verblieb. Erst mit der Eingliederung dieser Grafschaft in die Französische Republik wurde auch Étouvans 1793 wieder vereinigt. Heute ist Étouvans Teil des Gemeindeverbandes Pays de Montbéliard Agglomération.

## Sehenswürdigkeiten

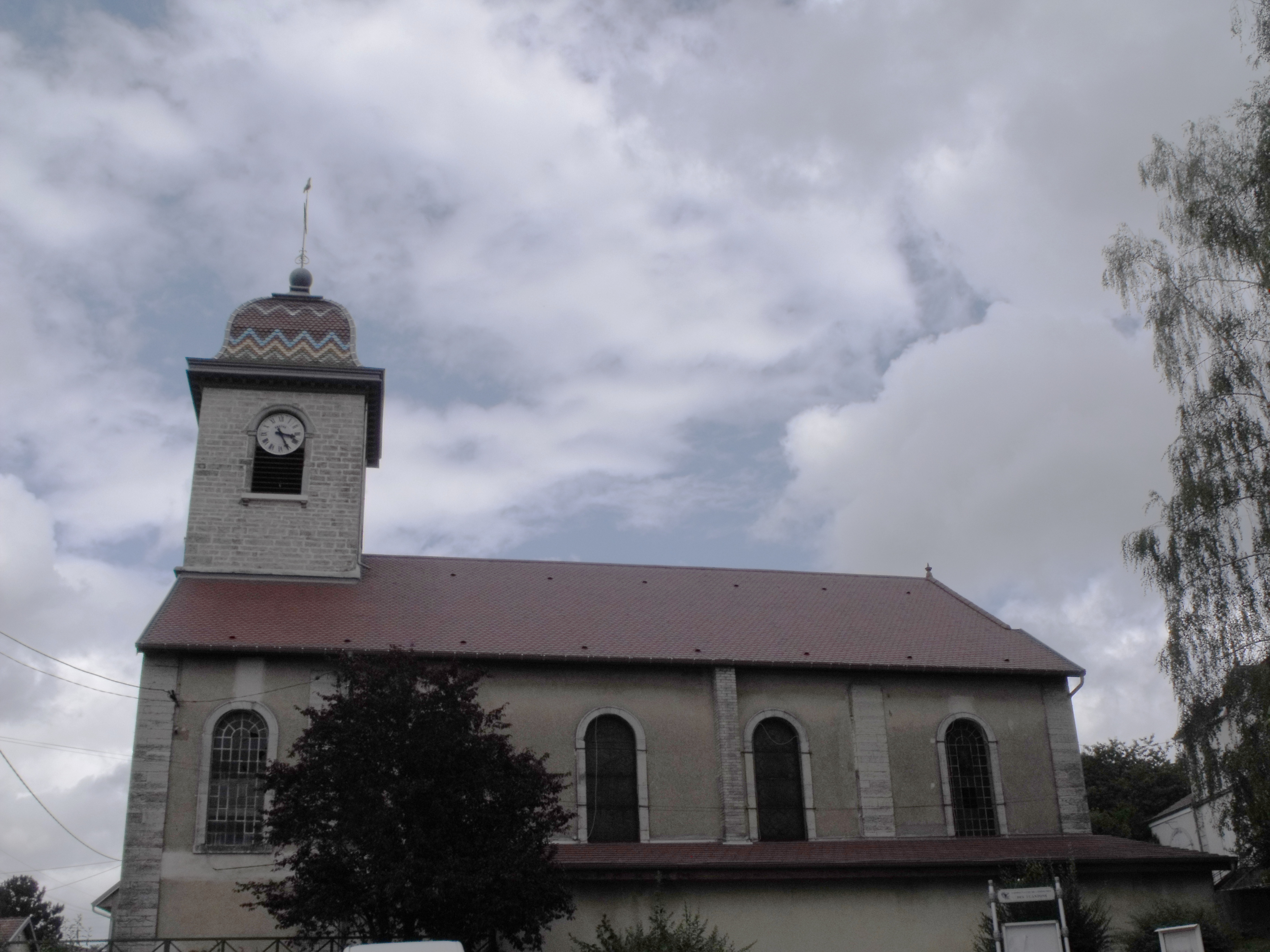
Kirche Saint-Ferréol-et-Ferjeux

Die Kirche Saint-Ferréol-et-Ferjeux wurde von 1842 bis 1847 im Stil der Neuromanik erbaut und besitzt einen bemerkenswerten Altar aus dem 17. Jahrhundert, der aus der Kapelle eines Schlosses bei Cubrial (bei Rougemont) hierher transferiert wurde. Von 1860 stammt das Pfarrhaus.

## Bevölkerung
| Jahr                       | 1962 | 1968 | 1975 | 1982 | 1990 | 1999 | 2006 | 2018 |
| Einwohner                  | 563  | 624  | 746  | 891  | 760  | 721  | 762  | 828  |
| Quellen: Cassini und INSEE |      |      |      |      |      |      |      |      |

Mit 824 Einwohnern (Stand 1. Januar 2022) gehört Étouvans zu den kleinen Gemeinden des Départements Doubs. Nachdem die Einwohnerzahl in der ersten Hälfte des 20. Jahrhunderts stets im Bereich zwischen 490 und 580 Personen gelegen hatte, wurde seit den 1960er Jahren ein deutliches Bevölkerungswachstum verzeichnet.

## Wirtschaft und Infrastruktur
Étouvans war bis zu Beginn des 20. Jahrhunderts ein vorwiegend durch die Landwirtschaft (Ackerbau, Obstbau und Viehzucht) und die Forstwirtschaft geprägtes Dorf. Daneben gibt es heute verschiedene Betriebe des lokalen Kleingewerbes. Mittlerweile hat sich das Dorf auch zu einer Wohngemeinde gewandelt. Viele Erwerbstätige sind deshalb Wegpendler, die in den größeren Ortschaften der Umgebung und in der Agglomeration Montbéliard ihrer Arbeit nachgehen.
Die Ortschaft liegt abseits der größeren Durchgangsstraßen an einer Departementsstraße, die von Colombier-Fontaine nach Dampierre-sur-le-Doubs führt. Der nächste Anschluss an die Autobahn A36 befindet sich in einer Entfernung von ungefähr neun Kilometern.